# مونته‌برونو
مونته‌برونو (به ایتالیایی: Montebruno) یک کومونه در ایتالیا است که در استان جنوا واقع شده‌است.

## خصوصیات
مونته‌برونو ۱۷٫۵ کیلومترمربع مساحت و ۲۳۵ نفر جمعیت دارد و ۶۵۵ متر بالاتر از سطح دریا واقع شده‌است.